# Skagen
Skagen (dansko [ˈskɛˀjn̩]) je najsevernejše mesto na Danskem in del občine Frederikshavn, regija Severna Jutlandija (Nordjylland). Pomembno pristaniško mesto ima 7571 prebivalcev (od 1. januarja 2022), je priljubljeno obmorsko letovišče, leži na severni konici Jutlandije in ima dolge peščene plaže. Pristanišče je največje ribiško pristanišče v državi.
Vendar pa kraj svoj mednarodni ugled dolguje slikarjem iz Skagena, skupini večinoma skandinavskih umetnikov, ki so v poznem 19. stoletju naredili ribiško vasico svoje poletno zatočišče. Okolica Skagena je še danes slikovita. Mestno podobo zaznamujejo majhne, oker ometane hiše z rdečimi strehami. Njihovi beli strešni spoji so ribičem služili kot mejniki.

## Geografija
Skagen sestavlja več okrožij, ki so se skozi desetletja združila v zaprto poselitveno območje: Gammel Skagen (uradno: Højen), Kappelborg, Nordby, Vesterby in Østerby.
Severno od Skagena je rahlo nagnjen rt Grenen, kjer Kattegat in Skagerrak očitno tečeta skupaj.
Območje južno od Skagena je bilo nekoč skoraj v celoti sestavljeno iz premikajočih se sipin. Zasajene so bile za izgradnjo stalne cestne povezave do Skagna. Južno od Skagena je še vedno največja premikajoča se sipina na Danskem, Råbjerg Mile, s površino več kot 1 km².

## Zgodovina
Pokrajina, ki štrli v morje, je dala kraju ime, in izhaja iz staronordijske besede skaga (štrleti) ali iz starodanske skaghi (rt).
Iz leta 1250 obstajajo sledi, ki kažejo na prvo naselbino severno od hriba Fyrbakken. Skagen je bil prvič omenjen leta 1299; Leta 1413 je ribiška vasica dobila tržne in leta 1507 mestne pravice. Leta 1672 je imelo mesto kljub vojnam, upadu ribolova, nevihtnim valom in zamuljevanju zaradi premikanja sipin že nekaj več kot 1000 prebivalcev.
V stoletjih je bilo zaradi številnih nasedanj zgrajenih več svetilnikov za usmerjanje pomorske plovbe: 1560 Papageienfeuer, predhodnik Skagen Vippefyr, 1746 Det Hvide Fyr, 1848 Skagen Fyr ali Det Grå Fyr in 1956 Skagen Vest. V 1870-ih se je začela epoha skagenskih slikarjev, za katere je bilo posebno privlačno skagensko svetlobno vzdušje.
Od 26. julija 1889 do 24. julija 1890 je bila zgrajena železnica Frederikshavn–Skagen kot ozkotirna železnica do Frederikshavna. Z izgradnjo postaje leta 1890 je začel delovati Skagen, za katerega je bila zgrajena prva postajna stavba po načrtih arhitekta Thomasa Arboeja. Posledično je imel Skagen že v 19. stoletju najsevernejšo dansko železniško postajo. Ker je bila železniška povezava med prebivalstvom, lokalno trgovino in pristaniškimi podjetji dobro sprejeta, so v začetku 20. stoletja začeli načrtovati gradnjo večje postaje. Kmalu zatem so se lotili predelave železniških naprav, tako da so lahko leta 1924 železniško progo od Frederikshavna do Skagna v dolžini 40 kilometrov spremenili v standardni tir. Istočasno so razširili tire pristaniške železnice Skagen. Železniški operater je bil od leta 1924 Skagensbanen A/S (SB), ki se je 11. septembra 2001 združil z A/S Hjørring Privatbaner. Posledica združitve je bila železniška družba Nordjyske Jernbaner.
16. novembra 1906 se je v bližini Skagena zgodil brodolom. V nesreči je nemška ladja z vlečno mrežo Comet trčila v švedsko barko Cometen, ki se je nato potopila.
Novo pristanišče Skagen Havn je bilo odprto 19. novembra 1907. Trenutno je največje ribiško pristanišče v državi. Najnovejša širitev je bila zaključena spomladi 2015 in od takrat lahko v pristanišču pristajajo tudi ladje za križarjenje.
Od leta 1970 do decembra 2006 je Skagen oblikoval lastno občino Skagen z vasmi Bunken, Hulsig, Kandestederne, Skiveren, Tuen in Ålbæk. Od 1. januarja 2007 je Skagen kot odvisna občina del občine Frederikshavn.

## Znamenitosti
V muzeju umetnosti Skagens Museum so razstavljena dela iz nekdanje slikarske kolonije Skagen. Zbirka obsega okoli 1900 naturalističnih, realističnih in impresionističnih del. Umetnostni muzej Grenen obstaja od leta 1977.
Naravni center Skagen Odde od maja 2000 ponuja informacije o pesku, vodi, vetru in svetlobi za razumevanje naravnih pojavov, ki so še posebej impresivni na sotočju Severnega in Baltskega morja.
Skagen ima tudi Naravoslovni muzej in Muzej jantarja.
Cerkev v Skagenu je bila zgrajena v letih 1841/1910 in stoji v središču mesta.
Zidani vodni stolp iz leta 1934 danes služi kot razgledni stolp in zaradi svoje višine 34 metrov ponuja širok razgled na vse strani.
V vidnem polju dveh struktur svetilnikov na severovzhodu Skagena je Vippefyret, ki je uporabil leseno konstrukcijo za zagotavljanje požarnega signala ponoči s požarno košaro, ki jo je bilo mogoče zasukati navzgor, da se zagotovi varnost obalne plovbe. Vippefyret, zdaj samo kopija, je bil predhodnik svetilnikov od 1627 do 1747.
Da pridete do zasute cerkve (Tilsandede Kirke) sv. Lavrencija, sledite glavni cesti Primærrute 40 od Skagena približno 3 kilometre jugozahodno do levega parkirišča in od tam nadaljujte po pohodniški poti približno 1,5 kilometra vzhodno od magistralne ceste v pokrajino sipin. Cerkev sega v 13. stoletje, a so jo morali zaradi nenehnega nanosa peska opustiti.
Nedaleč od rta Grenen, pod razgledno točko v sipinah, je grobnica z grobom na Danskem znanega pesnika Holgerja Drachmanna. Bakrena vrata v kripto je zasnoval Drachmannov prijatelj iz umetniške kolonije v Skagnu, Peder Severin Krøyer. Drachmann, ki je kot šolan slikar slikal tudi motive Severne Jutlandije, je prišel v Skagen pri 56 letih in umrl nekaj let kasneje leta 1908 v Hornbæku na Zelandiji. Prenos je potekal z ladjo v Frederikshavn in naprej z vlakom v Skagen z naknadnim pokopom z velikim sočutjem prebivalstva.
Festival Skagen poteka vsako poletje od leta 1971. Je najstarejši glasbeni festival na Danskem, slogan festivala je Lepo te je videti, naslov pesmi Allana Taylorja, ki jo je Alex Campbell zapel na festivalu v 70. letih dvajsetega stoletja.

## Svetilniki
Skagen ima več nočnih oznak. Najbolj markanten je svetilnik, ki je s 46 m drugi najvišji na Danskem in je električno voden. Prebivalci Skagena ga imenujejo tudi Grauen Turm (Sivi stolp).
Nekoliko južneje, bližje vasi, stoji nekdanji svetilnik (Beli stolp), ki s svojo belo barvo izstopa od zidanega vodnega stolpa. V bližini je replika Feuerblüse (Ognjen cvet), prvotno postavljenega leta 1560: železna košara, napolnjena z gorečim lesom, je bila dvignjena nad konstrukcijo, zaradi česar je bil ogenj viden od daleč.
Ti trije svetilniki so na strani Skagena ob Baltskem morju. Da bi pomorščake Severnega morja opozorili na Grenen, so v Højenu (Gammel Skagen) postavili tudi svetilnik, ki je sestavljen iz lesene konstrukcije v obliki piramide. Leta 1956 je bil na zahodni obali zgrajen tudi svetilnik Skagen West kot ozek betonski stolp.
- Vodovodni stolp iz leta 1934 je imel to funkcijo do leta 1983 (foto 2018)
- V središču Skagena (2021)
- Beli stolp
- Stari svetilnik Skagen (replika)
- Rt Grenen
- Cerkev v Skagenu
- Hiše v Skagnu so tradicionalno ometane v oker barvi, streha iz rdečih ploščic je na zunanji strani fugirana v beli barvi.
- Thorvald Bindesbøll je leta 1907 zasnoval pakirnice v pristanišču Skagen po vzoru Deutschen Brücke v Bergnu.
- 46 m visok Grå Fyr iz leta 1858 pred pristaniščem Skagen (2018)
- Svetilnik Skagen
- Skagen Vest Fyr - zahodni svetilnik Skagen
- Bunker bazne skupine Skagen iz druge svetovne vojne